# The Chicago Code
The Chicago Code is een Amerikaanse dramaserie die in 2011 uitgezonden werd op het Amerikaanse televisienetwerk FOX. De serie volgt de rechercheurs van de politie van Chicago in hun strijd tegen misdaad en corruptie. Er werd één seizoen van dertien afleveringen geproduceerd.

## Verhaal
Jarek Wysocki is een ervaren rechercheur van de politie van Chicago die een speciale eenheid leidt in de strijd tegen corruptie. Wysocki werd aangesteld als hoofd van de speciale eenheid door zijn baas Teresa Covin, zijn voormalige partner die onlangs benoemd werd tot eerste vrouwelijke politiechef van Chicago.
Ook Caleb Evers, een jonge rechercheur en Wysocki's nieuwste partner, maakt deel uit van de eenheid. Tijdens hun onderzoek komen de rechercheurs regelmatig politieagenten Vonda Wysocki (Jareks nichtje) en Vonda's partner Isaac Joiner tegen. Undercoveragent Chris Collier, die werkt onder de alias Liam Hennessey, verzamelt informatie over Hugh Killian en de Ierse maffia en hun betrokkenheid bij de corruptie. Wethouder Ronin Gibbons, een machtige en invloedrijke politicus in Chicago, wordt gezien als de bron van de corruptie.

## Rolverdeling

### Hoofdrollen
- Jason Clarke – agent Jarek Wysocki
- Jennifer Beals – politiechef Teresa Colvin
- Matt Lauria – agent Caleb Evers
- Devin Kelley – agente Vonda Wysocki
- Todd Williams – agent Isaac Joiner
- Billy Lush – agent Liam Hennessey
- Delroy Lindo – wethouder Ronin Gibbons

### Bijrollen
- Adam Arkin – FBI-chef Cuyler
- Steven Culp – Dennis Mahoney, stafchef van de burgemeester
- Madison Dirks – Mikey, bendelid van Killian
- Colby French – Roger Kelly, stafchef van Colvin, benoemd door Gibbons
- John Heard – burgemeester McGuinness
- Brad William Henke – Ernie "Moose" Moosekian, narcotica-agent
- Warren Kole – Ray Bidwell, chaffeur en bodyguard van Colvin
- Patrick Gough – Will Gainey, bendelid van Killian
- Camille Guaty – Elena, verloofde van Jarek
- Shannon Lucio – Elizabeth Killian, dochter van Hugh Killian
- Cynthia McWilliams – Lilly Beauchamp, Gibbons' secretaresse en maitresse
- Amy Price-Francis – Dina Wysocki, ex-vrouw van Jarek
- Patrick St. Esprit – Hugh Killian, bendeleider van de Ierse maffia
- Phillip Edward Van Lear – Ellis Hicks, rechterhand van Gibbons

## Afleveringen
1. Pilot
2. Hog Butcher
3. Gillis, Chase & Babyface
4. Cabrini-Green
5. O'Leary's Cow
6. The Gold Coin Kid
7. Black Hand and the Shotgun Man
8. Wild Onions
9. St. Valentine's Day Massacre
10. Bathhouse & Hinky Dink
11. Black Sox
12. Greylord & Gambat
13. Mike Royko's Revenge

## Release en ontvangst
De serie ging van start op 7 februari 2011 en liep tot en met 23 mei. Op 10 mei 2011 werd beslist dat er geen tweede seizoen kwam.
De serie behaalde een score van 100% (25 recensies) op Rotten Tomatoes. Op Metacritic kreeg de serie een score van 75 op 100 (25 recensies), wat duidt op "over het algemeen gunstige recensies".